# 杰拉德·卫斯林
杰拉德·卫斯林（荷蘭語：Gerard Vissering，1865年3月1日—1937年12月19日），荷兰银行家。

## 生平
杰拉德·卫斯林1865年3月1日生于荷兰莱顿，其父亲是前内阁财务大臣西蒙·卫斯林，母亲是Grietje Corver。
他于1884-1890年间在莱顿大学法学院就读，随后做了5年律师。他于1895年转职银行业。他曾于1900-1906年间出任阿姆斯特丹银行理事。
自1906年起，杰拉德·卫斯林改任爪哇银行行长。在职期间，他推进了东印度市场经济的发展，并在婆罗洲西部和苏门答腊东海岸推行了区域性的货币流通制度。此外，他还为爪哇银行建立了八座支行，并引入活期存款的概念。
杰拉德·卫斯林从1912年至1931年任荷兰中央银行行长。同年，他还兼任了满清政府货币改革顾问，官居二品。直至1914年从北洋政府卸任为止，他为中国货币制度改革贡献了实地调研与初步计划，并出版著作《中国币制改革初议》。

## 外部連結
- VISSERING, Gerard (1865-1937) （页面存档备份，存于）, Institute for Dutch History.
- On Chinese Currency （页面存档备份，存于）, Bibliotheek Museum Volkenkunde.